# Mendoncia lindaviana
Mendoncia lindaviana är en akantusväxtart som först beskrevs av Ernest Friedrich Gilg, och fick sitt nu gällande namn av Raymond Benoist. Mendoncia lindaviana ingår i släktet Mendoncia och familjen akantusväxter. Inga underarter finns listade i Catalogue of Life.